# الحملة الصليبية الليفونية
تشير الحملة الصليبية الليفونية إلى حملات التطهير الإثني المختلفة والاستعمار المسيحي وحملات التنصير في المنطقة التي تشكل ليتوانيا ولاتفيا وإستونيا الحديثة أثناء الحملات الصليبية الشمالية التي كانت بموافقة من البابا. نُفِّذَت في الغالب من قبل الألمان من الإمبراطورية الرومانية المقدسة والدنماركيين. انتهت بإنشاء تيرا ماريانا ودوقية إستونيا. كانت الأراضي الواقعة على الشواطئ الشرقية لبحر البلطيق هي الزوايا الأخيرة في أوروبا التي تعرضت للتنصير.
في 2 فبراير سنة 1207، في الأراضي المحتلة، تأسست دولة كنسية تسمى تيرا ماريانا كإمارة للإمبراطورية الرومانية المقدسة، وأعلنها البابا إينوسنت الثالث في عام 1215 خاضعة للكرسي الرسولي. بعد نجاح الحملات الصليبية، قُسِّمَت الأراضي التي احتلتها ألمانيا والدنمارك إلى ست إمارات إقطاعية من قبل وليام من مودينا.

## الحروب ضد الإستونيين (1208-27)

### غزو المناطق النائية في إستونيا

قبائل البطالقة نحو عام 1200.

بحلول عام 1208، كان الصليبيون أقوياء بما يكفي للشروع في عمليات ضد الإستونيين، الذين كانوا مقسمين في ذلك الوقت إلى ثماني مقاطعات رئيسية وسبع مقاطعات أصغر، بقيادة شيوخ كان التعاون بينهم محدود. بمساعدة القبائل المحلية المحولة حديثًا من الليفونيين واللاتغاليين، شن الصليبيون غارات على ساكالا وأوغونيا في جنوب إستونيا. قاومت القبائل الإستونية بشراسة الهجمات من ريغا، وفي بعض الأحيان، نهبت ودمرت المناطق التي سيطر عليها الصليبيون.
في 1208-27، اجتاحت أطراف الحرب مناطق ليفونيا ولاتغاليا والمقاطعات الإستونية الأخرى، حيث خدم الليفونيين واللاتغاليين وروس جمهورية نوفغورود بشكل متباين كحلفاء لكل من الصليبيين والإستونيين. حوصرت حصون التلال، التي كانت المراكز الرئيسية للمقاطعات الإستونية، واستُولي عليها وأعيد الاستيلاء عليها مرات عدة. توصلت الأطراف التي أنهكتها الحرب إلى هدنة مدتها ثلاث سنوات (1213-1215). أثبتت الهدنة بشكل عام أنها كانت أكثر فائدة للألمان، الذين عززوا موقفهم السياسي، في حين كان الإستونيون غير قادرين على تطوير نظامهم من التحالفات الفضفاضة إلى دولة مركزية. قادهم لمبيتو من ليهولا، شيخ ساكاليا، الذي بحلول عام 1211 كان قد لفت انتباه المؤرخين الألمان باعتباره الشخصية المركزية للمقاومة الإستونية. قُتل الزعيم الليفوني كوبو في معركة يوم القديس متى بالقرب من فيلياندي (فيلن) في 21 سبتمبر 1217، لكن لمبيتو قتل أيضًا، وكانت المعركة هزيمة ساحقة للإستونيين.
كانت الممالك المسيحية في الدنمارك والسويد حريصة أيضًا على التوسع على الشواطئ الشرقية لبحر البلطيق. في عام 1218، طلب ألبرت المساعدة من ملك الدنمارك فالديمار الثاني، لكن فالديمار رتب بدلًا من ذلك صفقة مع النظام. انتصر الملك في معركة ليندانيس في ريفيليا في عام 1219، والتي يُنسب إليها أصل علم الدنمارك. أسس بعد ذلك القلعة كاسترم دانورم، التي حاصرها الاستونيون دون جدوى في 1220 و1223. حاول يوهان الأول ملك السويد تأسيس وجود سويدي في مقاطعة فيك، لكن قواته هُزمت من قبل الأوزيليين في معركة ليهولا في عام 1220. سقطت كل من ريفيليا، وهارين، وفيرونيا، أي شمال إستونيا بالكامل، تحت السيطرة الدنماركية.
خلال انتفاضة 1223، سقطت جميع المعاقل المسيحية في إستونيا باستثناء تالين في الأيدي الإستونية، وقُتل المدافعون عنها. بحلول عام 1224، استعاد الصليبيون جميع القلاع الكبرى، باستثناء ثارباتا، التي دوفع عنها من قبل حامية إستونية عازمة و200 من المرتزقة الروس. كان قائد القوات الروسية هو فياتشكو، الذي وعدته جمهورية نوفغورود بالقلعة والأراضي المحيطة بها «إذا تمكن من الاستيلاء عليهم لنفسه». استولى الصليبيون أخيرًا على ثارباتا في أغسطس 1224، وقُتل جميع المدافعين عنها.
في وقت مبكر من عام 1224، أعلن الإمبراطور فريدريك الثاني في قطانية أن ليفونيا وبروسيا وسامبيا وعدد من المقاطعات المجاورة ستعتبر من الآن فصاعدًا رايخفراي، أي أنها ستخضع مباشرة للكنيسة الرومانية الكاثوليكية والإمبراطورية الرومانية المقدسة فقط، عوضًا عن كونها خاضعة لولاية الحكام المحليين. في نهاية العام، أعلن البابا هونريوس الثالث تعيين الأسقف ويليام من مودينا كمندوب بابوي لليفونيا وبروسيا وبلدان أخرى.
في عام 1224، أسس أخوة السيف الليفونيين مقرهم في فيلن (فيلياندي) في ساكاليا، حيث كانت جدران قلعة السيد لا تزال قائمة. شملت أيضًا المعاقل الأخرى فيندن (سيسس)، وسيغافولد (سيغولدا)، وأشيغادن (أيزكروكلي).
ربما كُتِب سجل هنري الليفوني، أحد أعظم روايات العصور الوسطى، كتقرير إلى ويليام من مودينا، مانحًا إياه تاريخ الكنيسة في ليفونيا إلى حين زمنه. يروي كيف في عام 1226، في معقل تارفانبي، نجح ويليام في التوسط من أجل سلام بين الألمان والدنماركيين والفيرونيين.

## وصلات خارجية
- Saaremaa 1100–1227